# Stephanopholis cribricollis
Stephanopholis cribricollis är en skalbaggsart som beskrevs av Gilbert John Arrow 1916. Stephanopholis cribricollis ingår i släktet Stephanopholis och familjen Melolonthidae. Inga underarter finns listade i Catalogue of Life.